# Сирмайс, Зигисмунд
Зигисмунд Сирмайс (латыш. Zigismunds Sirmais, род. 6 мая 1992, Рига) — латвийский легкоатлет-копьеметатель. Чемпион Европы 2016 года, дважды мировой рекордсмен среди юниоров. Чемпион Европы по легкой атлетике среди юниоров (U-20) 2011 года (Таллин). Тренер — Валентина Эйдука. Занимает 5-е место среди всех копьеметателей Латвии. На чемпионате Европы 2012 года (Хельсинки) занял 23-е место с результатом 72,42 м.